# Okada Saburōsuke
Pour les articles homonymes, voir Okada.
Okada Saburōsuke (岡田 三郎助) est un peintre japonais des XIXe et XXe siècles, né en 1869 dans la Préfecture de Saga et mort en 1939 à Tokyo. 

## Biographie
Okada Saburōsuke est l'élève de Soyama Sachihiko (1859-1892) et de Kuroda Seiki. Il voyage en Europe, principalement à Paris où il devient l'élève de Raphaël Collin. De retour au Japon, il est professeur à École des beaux-arts de Tokyo; membre du Comité impérial des Beaux-Arts et de l'Académie impériale des Beaux-Arts de Tokyo.